# Battaglia dell'Ario
La battaglia dell'Ario fu combattuta nel 208 a.C. tra l'esercito seleucide comandato da Antioco III e quello del Regno greco-battriano nei pressi del fiume Ario, il moderno Hari Rud. I Greco-battriani furono sconfitti, e Antioco poté proseguire il suo tentativo di soggiogare le province ribelli del suo impero, andando ad assediare la capitale Greco-battriana di Bactra.

## Antefatto
La Battriana era una satrapia persiana conquistata da Alessandro Magno e governata, dopo le guerre dei Diadochi successive alla sua morte, dall'Impero seleucide. Il satrapo seleucide di Battria, Diodoto I, aveva poi approfittato della debolezza della dinastia seleucide per secedere dall'Impero e proclamarsi sovrano indipendente (255 a.C. circa); i successivi tentativi seleucidi di recuperare la provincia perduta erano stati infruttuosi.
Nel 208 a.C., il sovrano seleucide Antioco III aveva deciso di riconquistare le province perdute. Dopo aver sconfitto Arsace II, sovrano dei Parti (anch'essi resisi indipendenti nello stesso periodo di Diodoto), si mosse ancora più ad Oriente, per affrontare l'esercito greco-battriano di Eutidemo I.

## Battaglia
L'esercito seleucide stava assediando una città battriana a occidente del fiume Ario, quando Antioco III fu informato che Eutidemo I e il suo esercito si trovavano ad Aria in Goriana, mentre un distaccamento di 10 000 cavalieri battriani era stato disposto a protezione del guado dell'Ario; Antioco decise di levare l'assedio ed attaccare direttamente il nemico, posto a soli tre giorni di distanza.
Durante l'avvicinamento, Antioco scoprì anche che i cavalieri battriani controllavano il guado solo di giorno, in quanto di notte andavano in una città vicina 20 stadi. L'esercito seleucide riuscì ad avvicinarsi al fiume senza essere scoperto, e Antioco ordinò ai propri uomini di guadare il fiume di notte, mentre i cavalieri battriani erano lontani, e al mattino la maggior parte degli uomini erano sulla sponda orientale. Il giorno dopo Antioco diede ordine al proprio esercito di avanzare, ma si trovò di fronte i cavalieri battriani, avvisati da alcuni esploratori, e la battaglia fu inevitabile.
Entrambe le parti ebbero grandi perdite. La cavalleria reale di Antioco riuscì a respingere facilmente il primo raggruppamento di cavalleria battriana, ma dovette sostenere l'attacco congiunto del secondo e terzo raggruppamento. Antioco dimostrò grande coraggio e la sua reputazione crebbe enormemente: gli fu ucciso il cavallo sul quale combatteva, e fu ferito alla bocca, perdendo molti denti.
Solo l'arrivo di Panetolo con nuove truppe permise ad Antioco di mettere in fuga i nemici: la maggior parte furono catturati o uccisi, pochi riuscirono a raggiungere Eutidemo.

## Conseguenze
Eutidemo, venuto a sapere della sconfitta, entrò nel panico e fuggì nella capitale, Bactra-Zariaspa, dove Antioco lo assediò per tre anni prima di offrirgli la pace.
Sebbene Antioco possa aver vinto questa battaglia, in seguito assediò la città di Bactra per 3 anni, firmando poi una pace con Eutidemo e ottenendo elefanti da guerra in cambio della consegna della figlia al figlio di Eutidemo, Demetrio.